# Sergio Endrigo
Sergio Endrigo (* 15. Juni 1933 in Pola; † 7. September 2005) war ein italienischer Sänger und Cantautore.

## Leben
Sergio Endrigo wurde als Sohn von Romeo Endrigo und Claudia Smareglia, die der Familie des Komponisten Antonio Smareglia entstammte, geboren.
Als das italienische Pola und ganz Istrien 1947 von Jugoslawien besetzt wurden, musste die Familie flüchten und ging zunächst nach Venedig, wo sich Endrigo seine erste Gitarre kaufte. Es folgte eine Schulzeit von drei Jahren in einer Schule in einem Flüchtlingslager für aus Istrien vertriebene Italiener in Brindisi.
Sergio Endrigo heiratete 1963 Maria Giulia Bartolocci, die 1994 starb. Mit ihr hatte er eine Tochter.

### Karriere als Nachtclubsänger
Nach Abschluss der Schulausbildung kehrte er nach Venedig zurück. Zusammen mit Freunden trat er sieben Jahre lang in venezianischen Nachtclubs als Sänger auf. Er sang die typischen amerikanischen Songs jener Zeit, von Bing Crosby, Frank Sinatra, Johnny Mathis bis Mills Brothers. Er begleitete sich auf der Gitarre, obwohl er nie Gitarrenunterricht erhalten hatte. Unter anderem trat er im Teatro Malibran auf, wo er einen zweiten Preis für seinen "September Song" gewann. In den Jahren 1952 bis 1958 gastierte er in den teueren Nachtclubs und Hotels Italiens, so im "Cristallo" in Mestre, im "Hotel Bellevue" in Cortina d’Ampezzo, im "Embassy Night-Club", im "Astoria", im "Maxim", im "Odeon" in Mailand und im Luxushotel Bauer Grunwald in Venedig.

### Liedermacher und Solokarriere
1960 begann er eigene Lieder zu schreiben, das erste hieß „Bolle Di Sapone“, es folgten „I Tuoi Vent’Anni“, „La Brava Gente“ und „Chiedi Al Tuo Cuore“.
1962 brachte der Musikverlag RCA in Rom sein Lied „Io Che Amo Solo Te“, das in den ersten Wochen 650.000 Mal verkauft wurde. Mit diesem Lied wurde Sergio Endrigo auch im Ausland berühmt, insbesondere in Brasilien. Aus diesen Jahren stammten die erfolgreichsten Lieder, wie „Aria Di Neve“ und viele andere.
1963 startete er seine Solokarriere als Sänger und Gitarrist, begleitet am Flügel wurde er von seinem Freund, dem Pianisten Enzo Jannacci. Es folgte eine zwölfjährige Zusammenarbeit mit dem argentinischen Komponisten Luis Bacalov, der ihn in Fragen der Musik beriet. Auf seinen Rat sang er „La Rosa Bianca“ und „La Colomba“ mit einem Text von Rafael Alberti und der Musik von Guastavino. In Zusammenarbeit mit Sergio Bardotti entstanden Texte für weitere Lieder. Das Lied „Il Soldato Di Napoleone“ schrieb er nach einem Gedicht von Pier Paolo Pasolini.
1965 verließ er seinen Musikverlag wegen Meinungsverschiedenheiten über die Art der Musikstücke, die er mit diesem produzieren sollte, und wechselte zu Fonit Cetra, was ihm später finanzielle Nachteile brachte.
1966 nahm er das erste Mal am Festival von Sanremo mit „Adesso sì“ teil, 1967 mit „Dove Credi Di Andare“ und 1968 gewann er schließlich den ersten Preis mit „Canzone Per Te“. Im selben Jahr nahm er am Grand Prix Eurovision teil mit dem Lied „Marianne“, das später von Cliff Richard in einer englischen Version herauskam. Mit „Lontano dagli occhi“ gewann er 1969 in Sanremo den zweiten Preis und mit „L’arca di Noè“ 1970 den dritten Preis. Weitere Erfolge hatte er ab 1976 mit den Liedern „Teresa!“, „Mani Bucate“, „Girotondo Intorno Al Mondo“ (nach einem Gedicht von Paul Fort) und 'La Colomba' (nach einem Gedicht von Rafael Alberti).
In den 1970er Jahren schrieb er Kinderlieder nach Texten des Brasilianers Vinicius De Moraes („La Casa“, „Il Pappagallo“, „La Pulce“, „La Papera“, „L’Arca“, …) und vertonte Texte von Gianni Rodari („Ci Vuole Un Fiore“, „Napoleone“, „Ho Visto Un Prato“ etc.).
Sergio Endrigo trat erfolgreich in vielen Ländern auf, in den Vereinigten Staaten, in Kanada, Argentinien, Brasilien, Kuba, in der Sowjetunion, in Jugoslawien (Kroatien, Bosnien und Serbien), in Tschechien, Rumänien, Bulgarien, Japan, Israel, Griechenland, in der Schweiz, in Spanien, Portugal, England, Frankreich, Deutschland, Türkei und Uruguay. Den größten Erfolg außerhalb Italiens hatte er in Brasilien, wohin er viele Jahre für Auftritte zurückkehrte; das erste Mal 1964 in São Paulo, später in Bahia, Rio de Janeiro, Belo Horizonte, Curitiba, Porto Alegre und in Caixas do Sul. Zuletzt war er im Jahre 2000 in Brasilien und sang in São Paulo im Club 'Tom Brasil'.
Im Verlauf seiner Karriere schrieb er mehr als 250 Lieder, für sich und für andere Sänger, insbesondere für Marisa Sannia; zusammen mit Sergio Colomba produzierte er zwei Alben mit Gedichten im Istrianischen Dialekt von Biagio Marin und Ignazio Buttitta.
1974 komponierte er das Lied „Nelle Mie Notti“, zusammen mit Paolo Margheri und Riccardo del Turco.
1995 veröffentlichte Sergio Endrigo ein Buch: 'Quanto mi dai se mi sparo?'

## Diskografie

### Alben
| Jahr | Titel                 | Höchstplatzierung, Gesamtwochen, AuszeichnungChartsChartplatzierungen (Jahr, Titel, Platzierungen, Wochen, Auszeichnungen, Anmerkungen) | Anmerkungen                     |
| Jahr | Titel                 | IT | Anmerkungen                     |
| ---- | --------------------- | --- | ------------------------------- |
| 2005 | I 45 giri (1965–1973) | IT39 (5 Wo.)IT | Charteinstieg am 14. April 2005 |

Weitere Alben
- Sergio Endrigo
- Sergio
- 2000: Quando la musica è poesia
- 2002: I grandi successi originali
- 2012: Le mie canzoni
- 2016: Playlist
- 2016: Io che amo solo te
- 2016: L'arca di Noè

### Singles
| - E allora balliamo - Il mondo - La ballata dell’ex - Nelle mie notti - La canzone della libertà - 1959: Aiuto - 1959: Arrivederci - 1959: Avevamo la stessa età - 1959: Ero un uomo tranquillo - 1959: I Sing Ammore - 1959: Labbra di fuoco - 1959: Io sono il vento - 1959: Venus - 1959: Il tuo sorriso - 1959: Non so cos’è - 1959: Notte lunga notte - 1959: Nuvola per due - 1959: Ora che ho te (son felice di vivere) - 1959: Patricia - 1959: Piove - 1959: Storia di un amore - 1959: Tanta da morire - 1959: Tu (non devi farlo più) - 1959: Tu sei quì - 1960: I tuoi vent’anni - 1961: La brava gente - 1962: Aria di neve - 1962: Basta così - 1962: Io che amo solo te - 1962: La periferia - 1962: Vecchia balera - 1962: Via Broletto 34 - 1963: La rosa bianca - 1963: Annamaria - 1963: Era d’estate - 1963: Se le cose stanno così | - 1963: Viva Maddalena - 1964: Ti amo - 1965: Come stasera mai - 1965: Mani bucate - 1965: Teresa - 1966: Adesso sì - 1966: Girotondo intorno al mondo - 1966: Io e la mia chitarra - 1967: Dove credi di andare - 1967: Il treno che viene dal sud - 1967: Perché non dormi fratello - 1968: Canzone per te - 1968: Il dolce paese - 1968: Il primo bicchiere di vino - 1968: La colomba - 1968: Marianne - 1969: La casa - 1969: Lontano dagli occhi - 1969: San Firmino - 1970: Dall’America - 1970: L’arca di Noé - 1971: La prima compagnia - 1971: Una storia - 1971: Quando ti lascio - 1972: Angiolina - 1973: Antiqua - 1973: Elisa Elisa - 1974: Ci vuole un fiore - 1976: A Barbara - 1976: Quando c’era il mare - 1980: Mille lire - 1986: Canzone italiana - 1986: Le ragazze - 2002: La voce dell’uomo - 2002: Spiaggia libera |